# Голиця (Болгарія)
Голи́ця (болг. Голица) — село у Варненській області Болгарії. Входить до складу общини Долішній Чифлик.

## Населення
За даними перепису населення 2011 року у селі проживали 577 осіб, з них 573 особи (99,5%) — болгари.
Розподіл населення за віком у 2011 році:
Динаміка населення: